# Thanatiphoro Anthologio
Thanatiphoro Anthologio - płyta kompilacyjna greckiego zespołu Rotting Christ podsumowująca dwadzieścia lat jego działalności (1987 - 2007). Wydana 6 listopada 2007 roku. W skład dwu-płytowego wydawnictwa weszły ulubione nagrania fanów zespołu, utwory pochodzące z pierwszych albumów demo, oraz wiele zdjęć archiwalnych dotyczących działalności zespołu.

## Lista utworów
| CD 1 | CD 1                              | CD 1    |
| Nr   | Tytuł utworu                      | Długość |
| ---- | --------------------------------- | ------- |
| 1.   | „The Nereid Of Esgalduin”         | 03:39   |
| 2.   | „The Mystical Meeting”            | 04:34   |
| 3.   | „Fgmenth, Thy Gift”               | 04:49   |
| 4.   | „The Fourth Knight Of Revelation” | 06:37   |
| 5.   | „The Sign Of Evil Existence”      | 01:58   |
| 6.   | „Non Serviam”                     | 05:11   |
| 7.   | „King Of A Stellar War”           | 06:15   |
| 8.   | „Archon”                          | 04:08   |
| 9.   | „Shadows Follow”                  | 04:33   |
| 10.  | „Sorrowfull Farewell”             | 04:51   |
| 11.  | „Semigod”                         | 04:38   |
| 12.  | „Out Of Spirits”                  | 04:06   |
| 13.  | „Der Perfekte Traum”              | 04:28   |
| 14.  | „After Dark I Feel”               | 04:51   |
|      |                                   | 1:04:38 |

| CD 2 | CD 2                       | CD 2    |
| Nr   | Tytuł utworu               | Długość |
| ---- | -------------------------- | ------- |
| 1.   | „Cold Colours”             | 03:35   |
| 2.   | „Thou Art Blind”           | 02:46   |
| 3.   | „You Are I”                | 03:25   |
| 4.   | „In Domine Sathana”        | 05:14   |
| 5.   | „Quintessence”             | 04:45   |
| 6.   | „Under The Name Of Legion” | 06:28   |
| 7.   | „Athanati Este”            | 05:32   |
| 8.   | „You My Cross”             | 04:20   |
| 9.   | „Keravnos Kivernitos”      | 04:41   |
| 10.  | „Nemecic”                  | 04:20   |
|      |                            | 45:06   |

## Twórcy
- Sakis Tolis - gitara, śpiew
- Andreas Lagios - gitara basowa
- Themis Tolis - perkusja
- George Bokos - gitara
- Kostas Vassilakopoulos - gitara
- Georgios Tolias - instrumenty klawiszowe
- Jim Patsouris - gitara basowa
- George Zaharopoulos - instrumenty klawiszowe, śpiew
- Panayiotis - instrumenty klawiszowe